# Willingen Six 2021
Willingen Six 2021 – 4. edycja turnieju Willingen Six, która odbyła się w dniach 29–31 stycznia 2021 roku na skoczni Mühlenkopfschanze w Willingen w ramach Pucharu Świata w skokach narciarskich.
W przeciwieństwie do trzech poprzednich edycji do klasyfikacji generalnej cyklu miało być zaliczane 6 skoków jednak kwalifikacje oraz finałowa seria drugiego konkursu zostały odwołane z powodu silnego wiatru.
Zasady przeprowadzania konkursów w ramach Willingen Six były takie same, jak podczas innych zawodów Pucharu Świata.

## Kalendarz zawodów
| Lp.                                       | Data                                      | Miejscowość                               | HS                                        | Uwagi                                     | 1. miejsce            | 2. miejsce            | 3. miejsce          | Lider po konkursie (kwalifikacjach) |
| ----------------------------------------- | ----------------------------------------- | ----------------------------------------- | ----------------------------------------- | ----------------------------------------- | --------------------- | --------------------- | ------------------- | ----------------------------------- |
| 1.                                        | 29 stycznia 2021                          | Willingen                                 | HS-147                                    | W6, kwalifikacje                          | Andrzej Stękała       | Halvor Egner Granerud | Markus Eisenbichler | Andrzej Stękała                     |
| 2.                                        | 30 stycznia 2021                          | Willingen                                 | HS-147                                    | W6, nocny                                 | Halvor Egner Granerud | Daniel-André Tande    | Kamil Stoch         | Halvor Egner Granerud               |
| —                                         | 31 stycznia 2021                          | Willingen                                 | HS-147                                    | W6, kwalifikacje                          | odwołane              | odwołane              | odwołane            | Halvor Egner Granerud               |
| 3.                                        | 31 stycznia 2021                          | Willingen                                 | HS-147                                    | W6, nocny                                 | Halvor Egner Granerud | Piotr Żyła            | Markus Eisenbichler | Halvor Egner Granerud               |
| Willingen Six 2021 – klasyfikacja końcowa | Willingen Six 2021 – klasyfikacja końcowa | Willingen Six 2021 – klasyfikacja końcowa | Willingen Six 2021 – klasyfikacja końcowa | Willingen Six 2021 – klasyfikacja końcowa | Halvor Egner Granerud | Daniel-André Tande    | Markus Eisenbichler | —                                   |

## Skocznie
| Zdjęcie | Nazwa skoczni     | Miejscowość | K     | HS     | Rekord skoczni | Rekord skoczni  | Rekord skoczni | Źr.         |
| Zdjęcie | Nazwa skoczni     | Miejscowość | K     | HS     | Odległość      | Rekordzista     | Data           | Źr.         |
| ------- | ----------------- | ----------- | ----- | ------ | -------------- | --------------- | -------------- | ----------- |
|         | Mühlenkopfschanze | Willingen   | K-130 | HS-147 | 153,0 m        | Klemens Murańka | 29.01.2021     | [ 4 ] [ 5 ] |

## Wyniki

### Kwalifikacje do pierwszego konkursu indywidualnego – 29 stycznia 2021
| Źródło | Źródło                | Źródło        | Źródło  | Źródło | Źródło       |
| M      | Zawodnik              | Reprezentacja | Skok    | Punkty | Kwalifikacja |
| ------ | --------------------- | ------------- | ------- | ------ | ------------ |
| 1.     | Andrzej Stękała       | Polska        | 152,0 m | 135,9  | Q            |
| 2.     | Halvor Egner Granerud | Norwegia      | 139,5 m | 134,2  | Q            |
| 3.     | Markus Eisenbichler   | Niemcy        | 142,0 m | 131,7  | Q            |
| ...    |                       |               |         |        |              |

### Pierwszy konkurs indywidualny – 30 stycznia 2021
| Źródło | Źródło                | Źródło        | Źródło  | Źródło  | Źródło |
| M      | Zawodnik              | Reprezentacja | Skok 1  | Skok 2  | Punkty |
| ------ | --------------------- | ------------- | ------- | ------- | ------ |
| 1.     | Halvor Egner Granerud | Norwegia      | 147,5 m | 145,5 m | 285,5  |
| 2.     | Daniel-André Tande    | Norwegia      | 145,0 m | 140,5 m | 276,6  |
| 3.     | Kamil Stoch           | Polska        | 142,5 m | 135,5 m | 272,2  |
| ...    |                       |               |         |         |        |

### Kwalifikacje do drugiego konkursu indywidualnego – 31 stycznia 2021
Kwalifikacje zostały odwołane z powodu silnego wiatru.

### Drugi konkurs indywidualny – 31 stycznia 2021
| Źródło | Źródło                | Źródło        | Źródło  | Źródło | Źródło |
| M      | Zawodnik              | Reprezentacja | Skok 1  | Skok 2 | Punkty |
| ------ | --------------------- | ------------- | ------- | ------ | ------ |
| 1.     | Halvor Egner Granerud | Norwegia      | 149,0 m | —      | 154,3  |
| 2.     | Piotr Żyła            | Polska        | 137,0 m | —      | 135,0  |
| 3.     | Markus Eisenbichler   | Niemcy        | 143,0 m | —      | 132,9  |
| ...    |                       |               |         |        |        |

## Klasyfikacje generalna
| Źródło  | Źródło                | Źródło | Źródło |
| Miejsce | Zawodnik              | Punkty |        |
| ------- | --------------------- | ------ | ------ |
| 1.      | Halvor Egner Granerud | 574,0  |        |
| 2.      | Daniel-André Tande    | 533,0  |        |
| 3.      | Markus Eisenbichler   | 517,4  |        |
| 4.      | Piotr Żyła            | 512,6  |        |
| 5.      | Dawid Kubacki         | 503,7  |        |
| 6.      | Bor Pavlovčič         | 487,6  |        |
| 7.      | Marius Lindvik        | 482,4  |        |
| 7.      | Ryōyū Kobayashi       | 482,4  |        |
| 9.      | Kamil Stoch           | 481,9  |        |
| 10.     | Robert Johansson      | 476,2  |        |
| 11.     | Simon Ammann          | 475,1  |        |
| 12.     | Andrzej Stękała       | 470,8  |        |
| 13.     | Anže Lanišek          | 460,2  |        |
| 14.     | Keiichi Satō          | 459,0  |        |
| 15.     | Stefan Kraft          | 457,8  |        |
| 16.     | Daniel Huber          | 455,2  |        |
| 17.     | Gregor Deschwanden    | 454,8  |        |
| 17.     | Philipp Aschenwald    | 454,8  |        |
| 19.     | Pius Paschke          | 445,5  |        |
| 20.     | Karl Geiger           | 445,2  |        |
| 21.     | Michaił Nazarow       | 442,8  |        |
| 22.     | Žiga Jelar            | 440,8  |        |
| 23.     | Jakub Wolny           | 438,0  |        |
| 24.     | Anders Håre           | 426,1  |        |
| 25.     | Naoki Nakamura        | 424,8  |        |
| 26.     | Yukiya Satō           | 423,6  |        |
| 27.     | Mackenzie Boyd-Clowes | 414,8  |        |
| 28.     | Władimir Zografski    | 400,4  |        |
| 29.     | Michael Hayböck       | 395,2  |        |
| 30.     | Daiki Itō             | 384,1  |        |
| 31.     | Klemens Murańka       | 357,8  |        |
| 32.     | Severin Freund        | 324,6  |        |
| 33.     | Jan Hörl              | 322,0  |        |
| 34.     | Martin Hamann         | 313,5  |        |
| 35.     | Johann André Forfang  | 309,9  |        |
| 36.     | Antti Aalto           | 304,4  |        |
| 37.     | Tilen Bartol          | 303,0  |        |
| 38.     | Dienis Korniłow       | 298,6  |        |
| 39.     | Constantin Schmid     | 294,6  |        |
| 40.     | Aleksander Zniszczoł  | 283,0  |        |
| ...     |                       |        |        |